# Маркус, Дэвид
Дэвид Маркус (род. 12 апреля 1973) — американский предприниматель, родившийся во Франции. Бывший президент PayPal и в настоящее время вице-президент по продуктам обмена сообщениями в Facebook, где он возглавляет подразделение Facebook Messenger . В декабре 2017 года Маркус был назначен в Совет директоров Coinbase. Он является фактическим директором Libra, криптовалютного проекта, инициированного Facebook.

## Ранние годы и образование
Маркус родился 12 апреля 1973 года в Париже у румынского отца и иранской матери. Вырос в Женеве, в возрасте 8 лет изучил основы программирования. Маркус учился в Женевском университете в течение одного года, после чего бросил учёбу и устроился на работу в банк, чтобы поддерживать свою семью. Затем занялся предпринимательской деятельностью.

## Карьера
Маркус начал карьеру в 1996 году в возрасте 23 лет, когда основал свое первое предприятие, GTN Telecom, — базирующийся в Женеве провайдер доступа к интернету и местной и междугородной телефонной связи. Маркус занимал пост председателя и генерального директора этой компании, пока она не была приобретена World Access в 2000 году. Вскоре после этого Маркус основал Echovox, компанию по монетизации мобильных медиа. В 2008 году он основал Zong, филиал Echovox, который позволял пользователям оплачивать товары онлайн напрямую через счета за мобильный телефон.
Zong был куплен компанией PayPal в августе 2011 года за 240 миллионов долларов, а Маркус присоединился к PayPal в качестве вице-президента и генерального директора мобильного подразделения компании. Под его руководством PayPal запустил офлайновое решение для чтения мобильных карт PayPal Here . В апреле 2012 года Маркус сменил Скотта Томпсона на посту президента PayPal после того, как Томпсон перешёл в Yahoo . В сентябре 2013 года Маркус контролировал сделку по покупке Braintree (материнской компании Venmo) за 800 миллионов долларов.
В июне 2014 года Маркус покинул пост президента PayPal, чтобы присоединиться к Facebook в качестве вице-президента по продуктам обмена сообщениями. В этой роли он в значительной степени будет следить за разработкой мобильного приложения Facebook Messenger. Маркусу приписывают внедрение платежной платформы Messenger P2P, которая была запущена в Соединенных Штатах в июне 2015 года. Позже Маркус поможет осуществить бизнес-платежи на платформе. Приложение достигло 1 миллиарда активных пользователей в июле 2016 года.
В декабре 2017 года Маркус был назначен в Совет директоров сервиса обмена криптовалют Coinbase. Согласно объявлению, он был выбран на основе его опыта работы с цифровыми платежами в PayPal и Facebook и его знаний в области криптовалют. Он также считается одним из первых сторонников криптовалют.
8 мая 2018 года Маркус объявил, что уходит со своей нынешней должности, чтобы возглавить экспериментальную блокчейн-группу в Facebook .